# Reymerston
Reymerston – wieś w Anglii, w Norfolk. W 1931 wieś liczyła 220 mieszkańców. Reymerston jest wspomniana w Domesday Book (1086) jako Raimerestuna.